# Saint-Christophe (Savoia)
Saint-Christophe è un comune francese di 513 abitanti situato nel dipartimento della Savoia nella regione dell'Alvernia-Rodano-Alpi.

## Società

### Evoluzione demografica
Abitanti censiti